# Берман, Георгий Николаевич
Георгий Николаевич Берман (1908 — 19 февраля 1949) — советский математик, автор учебников, учебных пособий и научно-популярных книг, которые в период с 1938 по 2015 год изданы общим тиражом свыше 6 миллионов экземпляров.
Сын Бермана Николая Николаевича (29.03.1882 - 23.12.1937), подполковника царской армии, офицера РККА, репрессированного. Архивная копия от 14 декабря 2019 на Wayback Machine
Участник Великой Отечественной войны с 1942 года, переводчик. Награждён медалями «За отвагу» и «За боевые заслуги».
После демобилизации преподавал в различных технических вузах Москвы, занимался написанием учебников.
Автор широко известного сборника задач по курсу математического анализа, выдержавшего 22 издания.
Умер 19 февраля 1949 года в результате тяжёлой болезни, развившейся вследствие фронтового ранения.
Учебники и научно-популярные издания
- Сборник задач по курсу математического анализа [Текст] : учебное пособие для студентов высших учебных заведений / Г. Н. Берман. - 22-е изд. - Москва : Трансп. компания, 2015. - 431, [1] с. : ил.; 22 см.; ISBN 978-5-4365-0169-7
- Задачник по интегральному исчислению [Текст] : Допущено Ком-том по делам высшей школы при СНК СССР в качестве учеб. пособия для втузов. - Москва ; Ленинград : ГОНТИ, Ред. техн.-теоретич. лит-ры, 1938 (Л. : Типография им. Евг. Соколовой). - 213 с. : черт.; 23 см.
- Счет и число [Текст] : (Как люди учились считать). - 5-е изд. - Москва : Гос. изд-во техн.-теорет. лит., 1952. - 32 с. : ил.; 20 см. - (Научно-популярна библиотека; Вып. 21).
- Число и наука о нем [Текст] : Общедоступные очерки по арифметике натуральных чисел. - 3-е изд. - Москва : Физматгиз, 1960. - 164 с. : ил., портр.; 20 см.
- Приемы быстрого счета [Текст]. - Москва ; Ленинград : Гостехиздат, 1942. - 116 с.; 14 см.
- Приемы счета [Текст]. - 6-е изд. - Москва : Физматгиз, 1959. - 88 с.; 20 см.
- Циклоида : об одной замечательной кривой и некоторых других, с ней связанных / Г. Н. Берман. - Изд. 4-е. - Москва : URSS, 2007. - 110, [3] с. : ил.; 22 см.; ISBN 978-5-382-00022-0

Жена - Екатерина Николаевна Шершнева. Архивная копия от 14 декабря 2019 на Wayback Machine